# Грб Шавника
Грб Шавника је званични грб црногорске општине Шавник, усвојен 28. јула 2011. године.

## Опис грба
Статут Општине Шавник овако описује грб:
Грб општине представља визуелну и идејну заокруженост природних, географских и геолошких феномена поднебља, гдје се из круга чистоћа крајолика повезује са чистоћом духа као вјечном тежњом.
У датом опису нису прецизирани симболи, као и њихово хералдичко значење.